# 赤坂麗
赤坂 麗（あかさか れい、1962年4月27日 - ）は、1980年代中期のにっかつロマンポルノ映画作品で活躍した元女優。両手をしっぺされた事もあった。

## 略歴
1984年、22歳の時に第6回「(株)にっかつ新人女優コンテスト」にて優勝し女優に。最初は川田てるみと名乗っていた。わずか1年ほどの活動で引退。第1回にっかつロマン大賞主演女優賞受賞。

## 出演作品

### 映画
- 高校教師・成熟 1985年1月15日（初出演 石間佳代子 役）
- 美姉妹・剥ぐ 1985年3月9日（黒川冴子 役、小田かおるとのダブル主演）
- 宇能鴻一郎の桃さぐり 1985年4月6日（松崎美智子 役）
- オフィス・ラブ　真昼の禁猟区 1985年7月20日（田村理英子 役）
- 令嬢肉奴隷 1985年8月24日（敷島澄子 役）
- 夢犯 1985年11月16日（優 役）
- 美姉妹肉奴隷 1986年1月18日（弓岡麗子 役）

### 写真集
- 赤坂麗写真集（講談社スコラ、1986年）